# Rätzlingen (Oebisfelde-Weferlingen)
Rätzlingen è una frazione del comune tedesco di Oebisfelde-Weferlingen, nella Sassonia-Anhalt.
Fino al 31 dicembre 2009 ha costituito un comune autonomo.